# Eutamias sibiricus
Tamias sibiricus · Tamia de Sibérie, Bouroundouk, Écureuil de Corée
Pour les articles homonymes, voir Écureuil de Corée.
Genre
Espèce
Statut de conservation UICN

 LC  : Préoccupation mineure
Synonymes
- Sciurus sibiricus Laxmann, 1769[1],[2](Protonyme)
- Tamias albogularis (J. Allen, 1909)[3]
- Tamias altaicus (Hollister, 1912)[3]
- Tamias asiaticus (Gmelin, 1788)[3]
- Tamias barberi (Johnson and Jones, 1955)[3]
- Tamias intercessor (Thomas, 1908)[3]
- Tamias jacutensis (Ognev, 1935)[3]
- Tamias lineatus (Siebold, 1824)[3]
- Tamias okadae (Kuroda, 1932)[3]
- Tamias ordinalis (Thomas, 1908)[3]
- Tamias orientalis Bonhote, 1899[3]
- Tamias pallasi Baird, 1856[3]
- Tamias senescens (Miller, 1898)[3]
- Tamias striatus (Pallas, 1778)[3]
- Tamias sibericus
- Tamias umbrosus (A. Howell, 1927)[3]
- Tamias uthensis (Pallas, 1811)[3]

Le Tamia de Sibérie (Eutamias sibiricus, synonyme  Tamias sibericus) ou bouroundouk, est une espèce d'écureuil, de la famille des Sciuridae, originaire d’Asie. Elle est la seule espèce du genre Eutamias. Ce petit rongeur terrestre, qui ne dédaigne pas grimper dans les arbres, a été vendu en Europe dès les années 1960 en tant qu’animal de compagnie. Elle fut, avec d’autres espèces telles que le Tamia rayé, très improprement désignée sous les noms d’« écureuil de Corée » ou « écureuil japonais ». Les Tamias étant des animaux turbulents et difficiles à apprivoiser, ils ont souvent été relâchés dans la nature par leurs anciens propriétaires, l’espèce y constitue aujourd’hui des populations pérennes hors de son habitat d'origine. Leur détention est alors devenue interdite dans l'Union européenne depuis 2016.

## Dénomination et classification

### Dénominations
- Nom scientifique valide : Eutamias sibiricus  (Laxmann, 1769)[4]
- Noms typiques en français  : Tamia de Sibérie (INPN)[5], (UICN)[6], (RLRQ)[7], Écureuil de Corée (INPN)[5], Rat de Corée (INPN)[5], Écureuil japonais (INPN)[5].
- Noms vernaculaires (langage courant) pouvant désigner éventuellement d'autres espèces : Tamia, Suisse[8], Barunduk[9] (ou buroundouk[10],[11] ).

### Classification

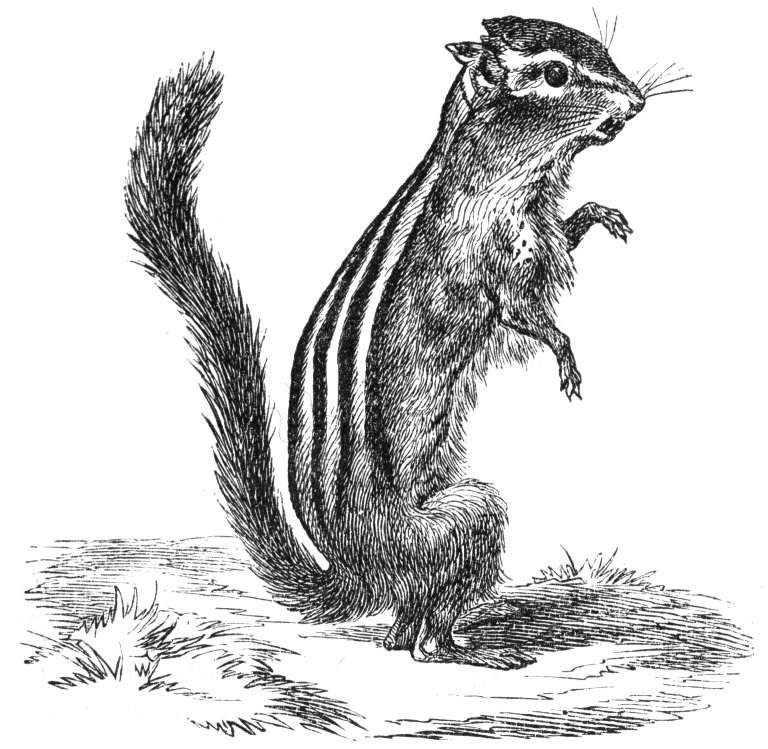
Dessin d'un Tamias sibiricus, décrit dans un ouvrage allemand du XIXe siècle comme étant Das sibirische Backenhörnchen (Tamias Pallasii, Baird.) Fig. 31. dans Illustrierter Leitfaden der Naturgeschichte des Thierreiches, 1876.

Le genre Eutamias Trouessart, 1880, auquel appartenait l'espèce sibiricus, est, depuis les travaux de Levenson et al. (1985), devenu synonyme de Tamias Illiger, 1811. Selon Wilson & Reeder (1993), ce genre contient 25 espèces dont T. sibiricus est la seule espèce qui ne soit pas américaine.
Les recherches génétiques permettent de le classer aussi dans le genre Tamias, sous le nom de Tamias sibiricus. Selon Levenson et al. (1985), T. sibiricus serait phylogénétiquement proche du Tamia rayé (Tamias striatus Linné, 1758).

### Sous-espèces éventuelles
Sont parfois citées les sous-espèces suivantes :
- Tamias sibiricus albogularis (Allen, 1909)[2]
- Tamias sibiricus asiaticus (Gmelin, 1788)[14]
- Eutamias sibiricus barberi (Johnson & Jones, 1955)[2]
- Eutamias sibiricus lineatus (Siebold, 1824)[2]
- Eutamias sibiricus sibiricus (Laxmann, 1769)[2].

Il n'y aurait pas eu à proprement parler de création d'une sous-espèce en captivité car les individus ont été recroisés fréquemment par la suite.

## Description de l'espèce

### Le reconnaitre parmi d'autres tamias très proches d'aspect

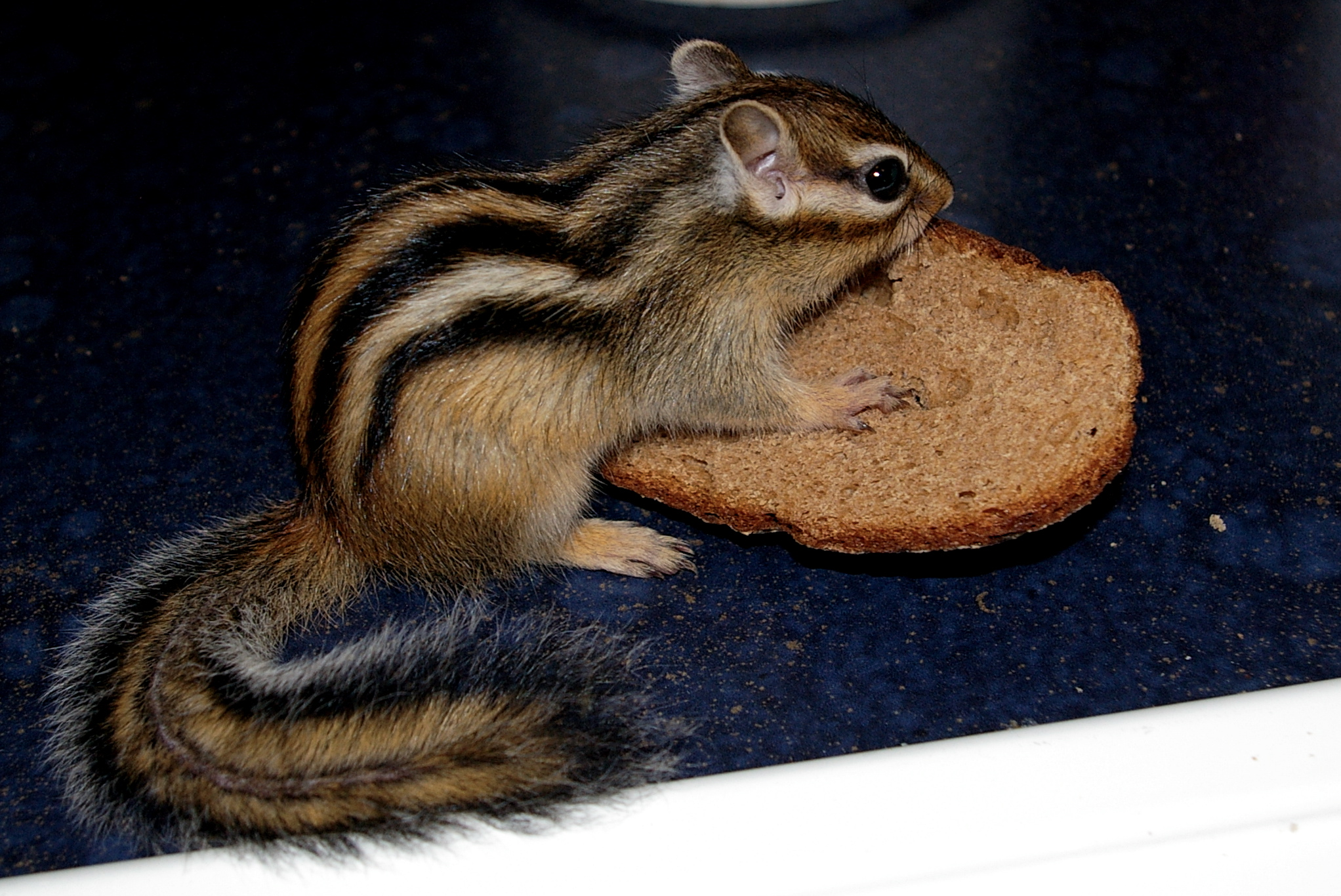
Tamia de Sibérie (Tamias sibiricus) aux 5 rayures brunes bien marquées et de largeur égale.
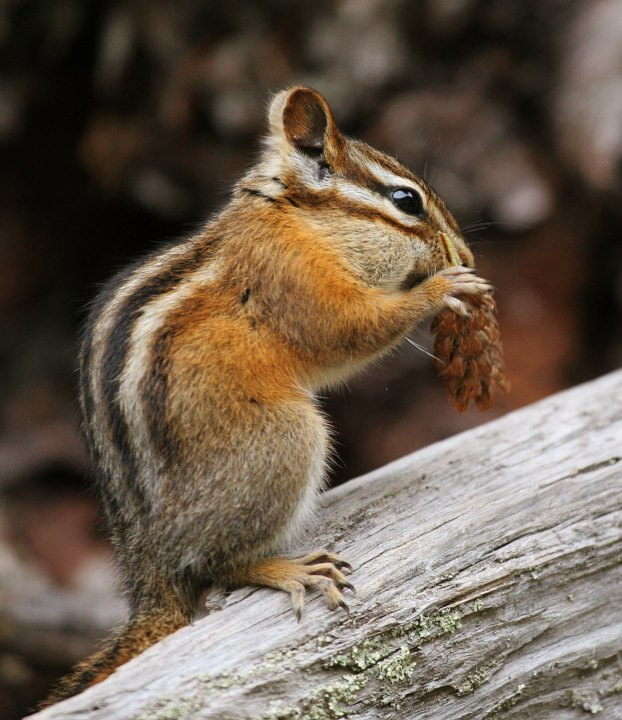
Le Tamia mineur (Tamias minimus) a aussi sur le dos 5 rayures brunes, mais il est beaucoup plus petit que le Tamia de Sibérie.
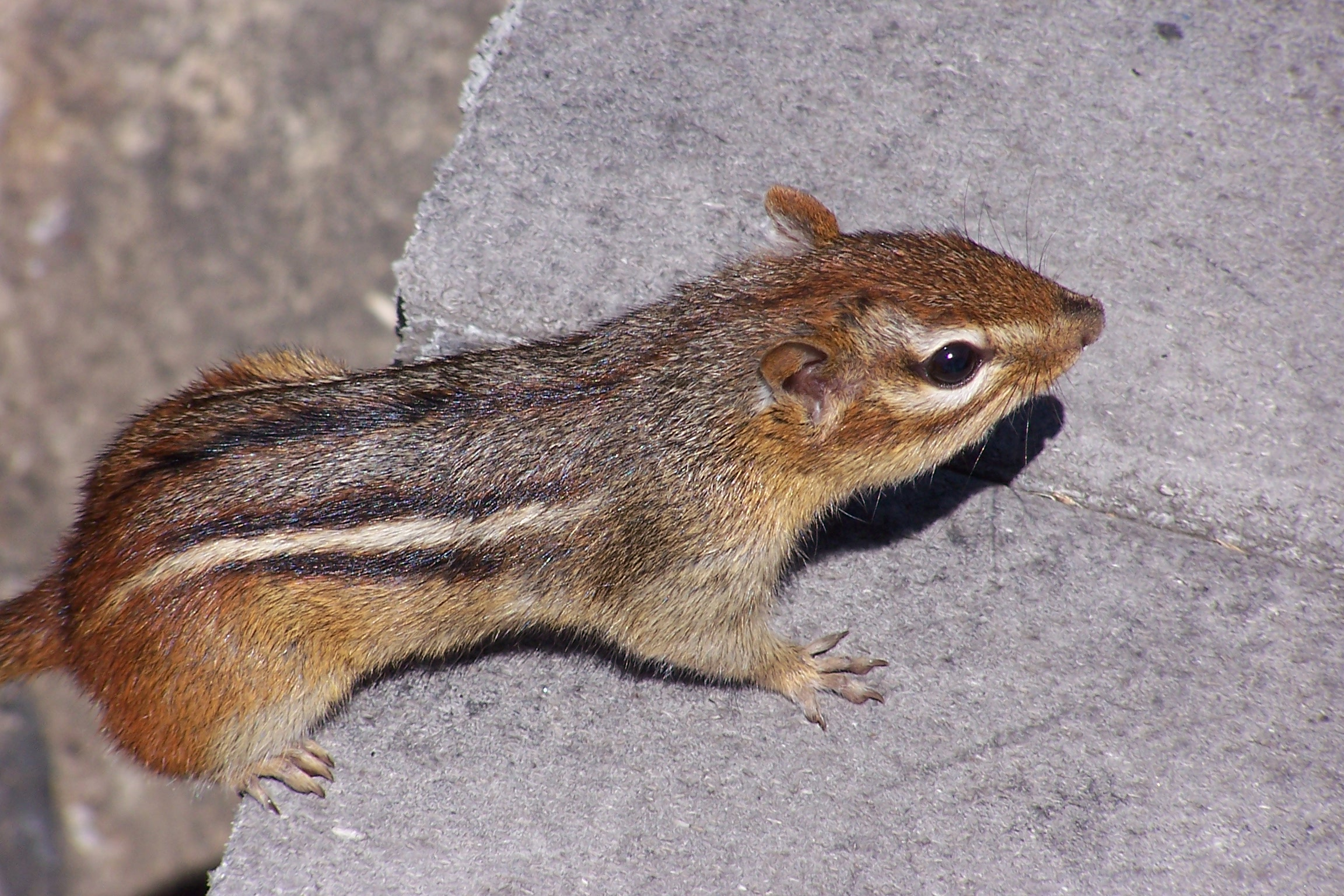
Tamia rayé (Tamias striatus), vu du dessus : on peut distinguer les rayures dorsales, dont celles du centre sont grises et plus larges, chez cette espèce très proche mais plus grande que le Tamia de Sibérie.

### Morphologie
Ce petit écureuil au corps élancé se distingue de loin par son dos arqué, marqué de cinq raies noires ou marron foncé, de même largeur, dans un pelage brun crème tirant vers le roux et mêlé de gris.

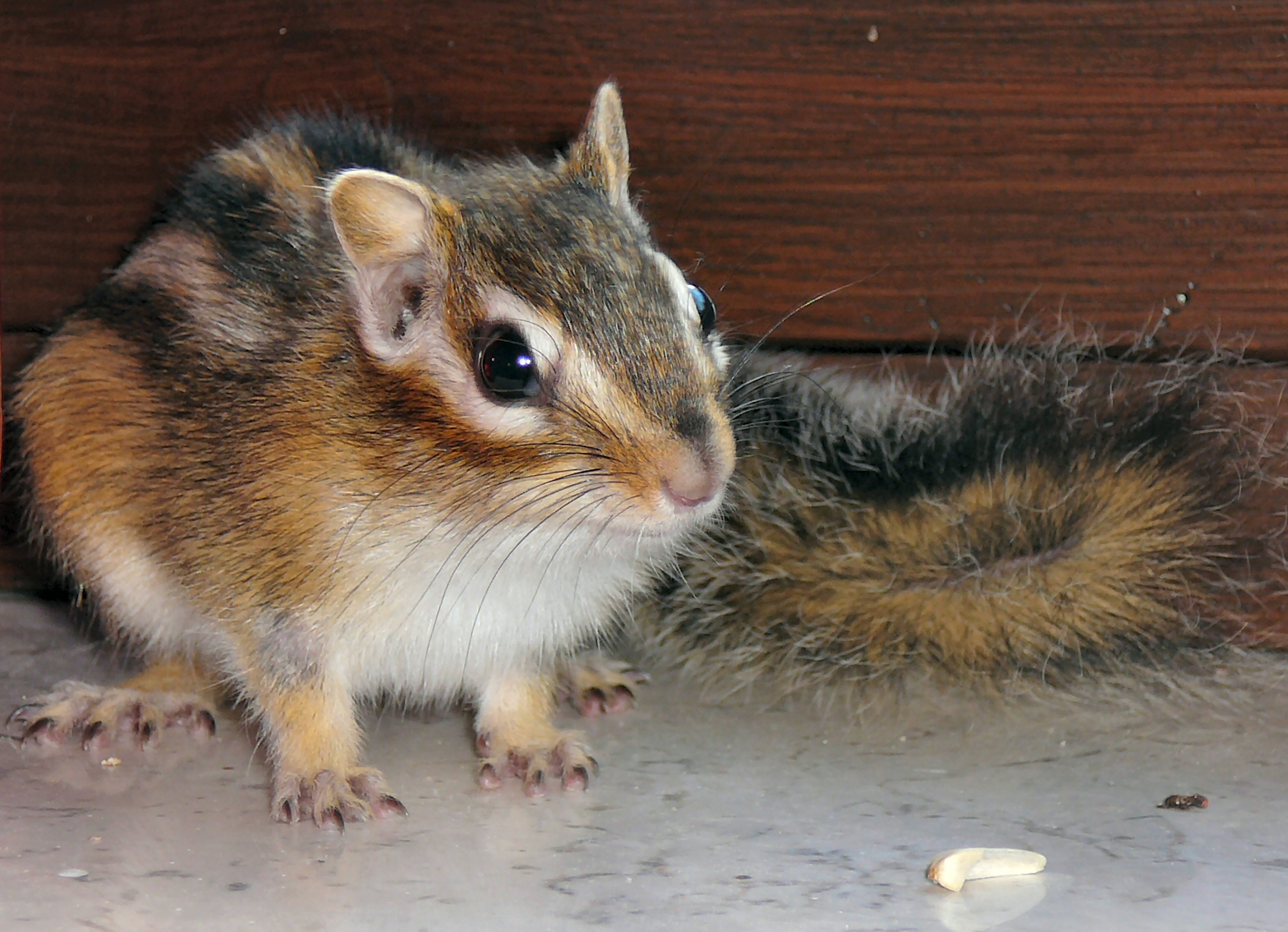
Tamia de Sibérie vu de face.
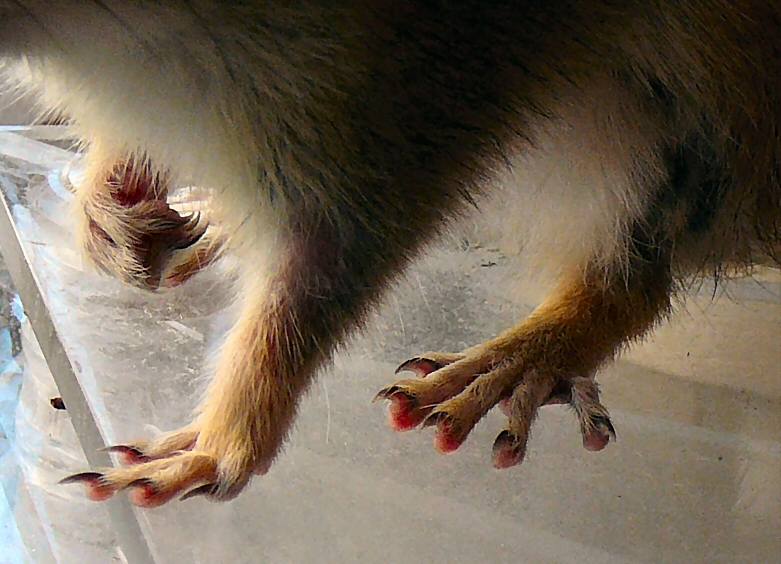
Gros plans sur les pattes d'un Tamia de Sibérie. On peut voir les 4 doigts à l'avant, 5 à l'arrière et les griffes pointues.
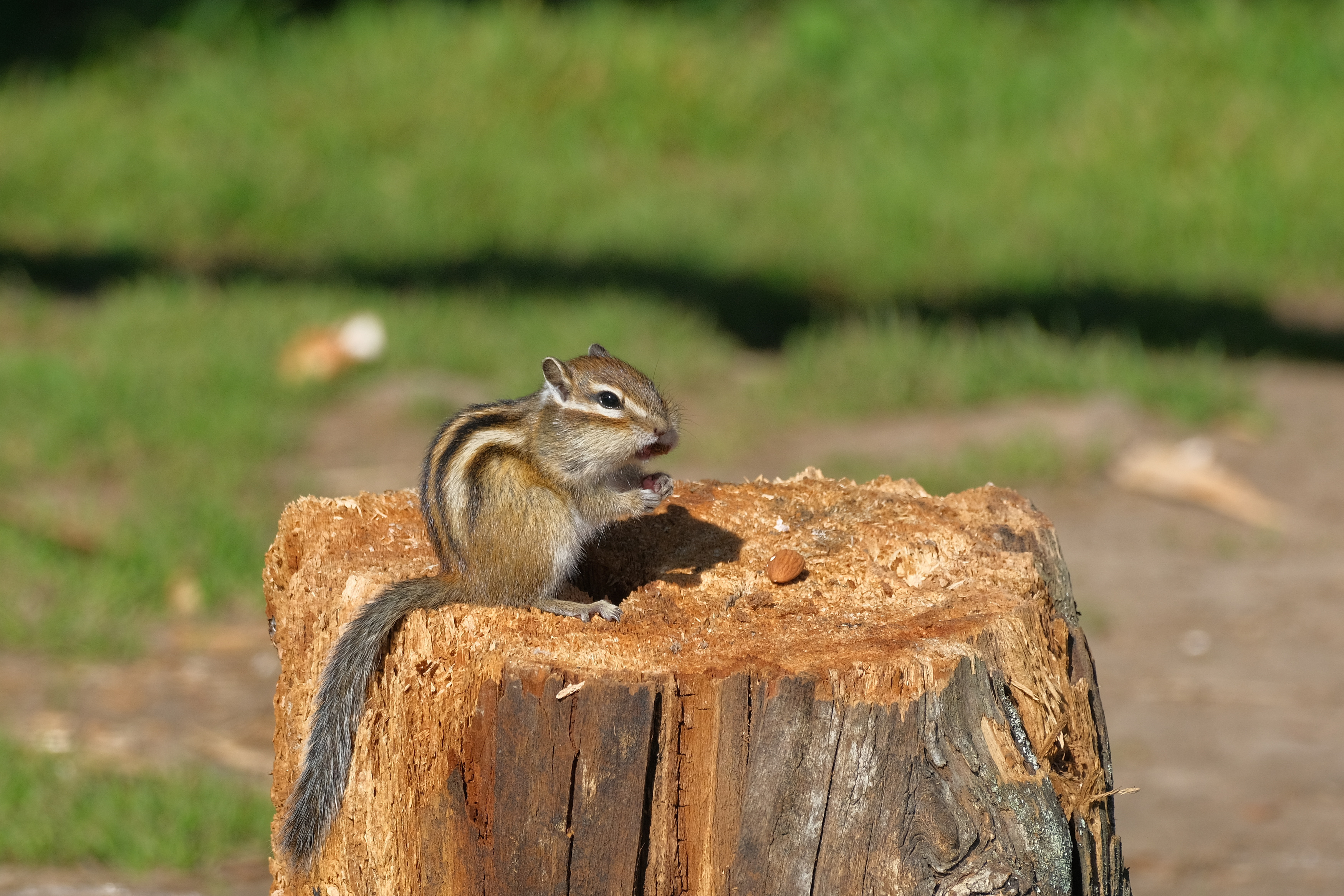
Tamias sibiricus dans le parc national de Katon-Karagay au Kazakhstan. Septembre 2021.

Le corps d'un adulte mesure de 13 à 15 cm sans la queue pour un poids de 70 à 125 g. La queue en panache touffu, très mobile, a une teinte dominante grise avec deux raies noires latérales de chaque côté et une centrale. Elle mesure de 10 à 11 cm et lui sert de balancier. Les rayures se prolongent également sur les côtés de la tête, deux foncées de chaque côté, réservant deux lignes plus claires autour des yeux qui sont ronds, noirs et proéminents. Les oreilles sont petites, mobiles et arrondies, elles sont placées latéralement, en arrière d'un crâne plat sur le dessus. Le museau est allongé et pointu, avec de fines vibrisses. Le ventre est plus clair, d'un blanc crème.
La formule dentaire est celle de tous les membres la famille des Sciuridae.
Les membres antérieurs préhensiles, qui servent à saisir les aliments et à creuser et grimper, sont plus courts que les membres postérieurs, qui servent à bondir avec agilité. Couverts de poils courts gris beige, ils ont 4 doigts à l'avant et 5 à l'arrière, tous terminés par des griffes acérées.
Comme le Tamia rayé, le Tamia de Sibérie possède de grandes abajoues qui lui permettent de transporter de la nourriture. Ces sortes de poches peuvent atteindre le volume de son corps quand elles sont pleines.
Ce tamia ne présente pas de dimorphisme sexuel et seul un examen attentif des parties génitales permet de distinguer les sexes.

### Les sens
Le tamia possède une très bonne vue et, grâce à ses vibrisses, un sens tactile développé.

### Reproduction
Dans leur habitat naturel la période de reproduction a lieu au printemps et dure d'avril à juin en Sibérie. Plus généralement les femelles ont une ou deux portées par an, selon le climat local et la durée d'hibernation.
La durée de gestation est de 35 à 42 jours, selon les auteurs. Les portées sont en moyenne de 4 à 6 petits. Elles peuvent en fait compter de 1 à 8 petits, sachant qu'une femelle qui en est à sa première portée, ou bien qui a déjà eu une portée dans l'année, aura moins de petits à la fois. La quantité de nourriture disponible intervient également sur la reproduction des tamias l'année suivante.
Les jeunes pèsent 3 g à la naissance. La femelle possède 4 paires de mamelles pour allaiter ses petits qui seront sevrés au bout de 30 jours. Nus et aveugles à la naissance, les jeunes demeurent 6 à 8 semaines dans leur terrier. La maturité sexuelle des mâles et femelles intervient entre 8 et 11 mois. En Europe, ils sortent en mai-juin et en septembre, puis se dispersent rapidement, les mâles cherchant un terrier plus éloigné de celui de naissance que les femelles.
Leur longévité est de 6 à 7 ans (d'après Freye ), de 8 à 12 années en captivité (d'après Gismondi ). La mortalité est plus faible en période d'hibernation qu'en période d'activité. Toutefois, les années où la production de graines est trop faible pour faire des réserves suffisantes, on observe une forte mortalité hivernale, par exemple en Belgique au cours de l'hiver 1991-1992.

### Comportement
Rythme de vie
Le Tamia de Sibérie est strictement diurne. Il sort de son terrier à l'aube et y retourne avant le crépuscule. Durant la journée l'activité est très importante, à 80 % consacrée à la recherche et au stockage de nourriture qu'il transporte dans ses abajoues. Le volume des réserves accumulées dans un terrier peut ainsi atteindre 3 à 4 kg. Cette activité ralentit toutefois les jours de pluie et selon les saisons. On observe deux pics dans la journée : l’un en milieu de matinée et le second en milieu d’après-midi.
À l'automne l'animal sauvage a une activité intense pour constituer des réserves avant d'entrer en hibernation. L'hibernation se produit quand la température descend en dessous de 16 °C. Ce temps de repos commence au mois d'octobre et peut durer 4 mois en Europe et jusqu'à 5 mois en Sibérie, entrecoupée de quelques réveils si le temps se radoucit.

Il en profite pour absorber de la nourriture stockée dans la chambre de son terrier. Ces écureuils hibernent parfois par couples, mais le plus souvent les femelles entrent en hibernation les premières et se réveillent trois semaines après les mâles. En captivité l'animal n'hiberne pas s'il reste au chaud en hiver.
Les rares observations montrent que c'est un animal solitaire, dont l'activité est centrée autour du terrier qui change fréquemment d'emplacement, contrairement à son cousin T. striatus. En moyenne, les mâles changent de terrier toutes les semaines et les femelles tous les quatre jours, sauf si elles attendent des petits. Elles restent alors dans le même terrier de 19 à 63 jours. 80 % des femelles préfèrent creuser de nouveaux terriers alors que les mâles utilisent des terriers abandonnés. Durant les 6 à 8 semaines d’élevage au nid, les femelles déplacent parfois plusieurs fois leurs jeunes dans d'autres terriers.
Modes de locomotion

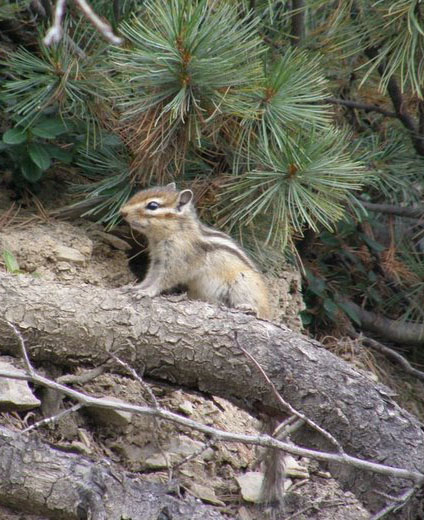
Le Tamia de Sibérie préfère se déplacer sur les supports horizontaux proches du sol.

Le Tamia de Sibérie est un écureuil terrestre semi arboricole. Il préfère se déplacer au sol ou sur des branches horizontales basses situées entre 8 et 10 cm de haut. Il se déplace majoritairement à quatre pattes sur un sol horizontal, ce type de locomotion étant en accord avec la morphologie postcraniale des tamias. Il utilise ses griffes quand il grimpe aux branches, au-delà de 13 cm, ou sur une surface verticale. Ses postures favorites sont donc le corps parallèle au sol et à quatre pattes, lorsqu'il se déplace, et en position assise, bien stable sur les postérieurs, lorsqu'il mange ou manipule la nourriture. Leur queue sert de balancier quand ils grimpent.
Hygiène
Très attentifs à leur propreté ces animaux font des pauses en cours d'activité pour se lécher le corps. Le plus souvent uniquement les pattes avant et le museau, mais ils font aussi plusieurs fois par jour une toilette complète, en commençant par le dos pour finir par la queue.

#### Comportement social
Les Tamias de Sibérie communiquent entre eux par des marquages à l'urine ou par des sécrétions de glandes situées dans les joues, qui servent de repère aux autres individus. Ils pratiquent le toilettage mutuel. Ils disposent aussi de toute une gamme de cris plus ou moins stridents, d'appel, de séduction ou d'intimidation, qui ressemblent à des cris d'oiseaux.
Les adultes émettent des cris courts, répétés et stridents en présence de prédateurs, en particulier lors de l'émergence des jeunes.
En période de reproduction la femelle fécondable émet, depuis un poste élevé, des séries de 20 min environ de cris courts et stridents allant jusqu'aux ultrasons. Ces « chip !» sont destinés à attirer les mâles et sont de trois sortes : les cris simples de fréquence variable et rapide, qui sont des cris d'avertissement, et des cris simples ou sur deux notes, de fréquence constante et plus lente, qui sont des cris de parade nuptiale lorsque le mâle approche.

#### Alimentation

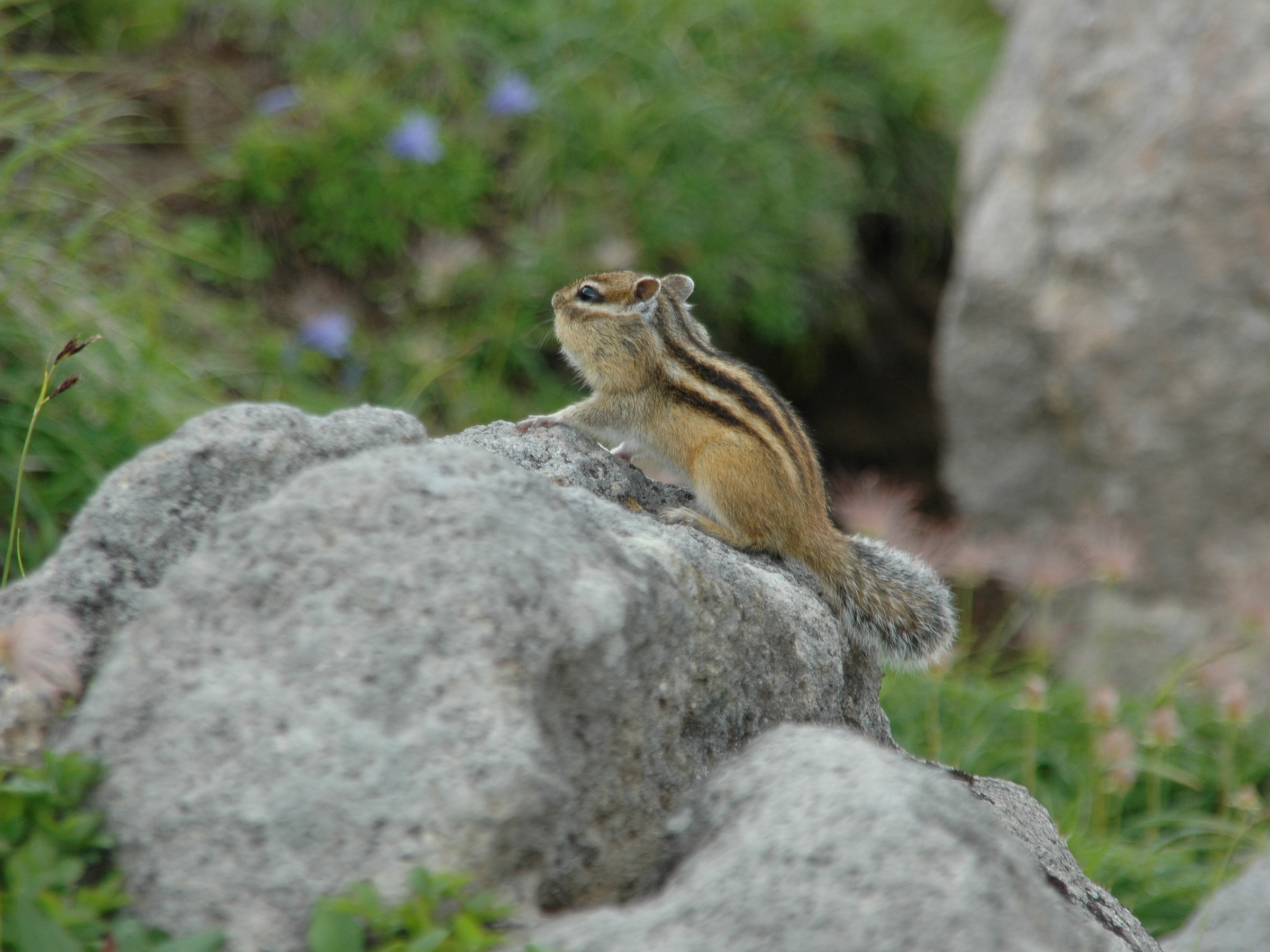
80 % de l'activité du tamia est consacrée à la recherche de nourriture qu'il transporte dans ses abajoues pour constituer des réserves. Il contribue ainsi à la dissémination des espèces végétales.

Le Tamia de Sibérie est essentiellement végétarien, à tendance omnivore.
Il se nourrit principalement au sol mais aussi, occasionnellement, dans les arbres.
Il consomme essentiellement des graines, des fruits secs et des bourgeons d'arbres, mais aussi des champignons, des baies, des fleurs. Parfois il complète ce régime végétarien avec quelques arthropodes, insectes (larves et adultes de divers ordres) et mollusques, des amphibiens, des reptiles, voire exceptionnellement des œufs et des oisillons trouvés dans des nids au sol,.
Il entrepose ses provisions au hasard dans le sol mais surtout dans une chambre de son terrier. D'après Freye (1975), le poids de ses provisions est en moyenne de 2 kg, mais peut atteindre 6 kg.

## Écologie et répartition

### Habitat
Le Tamia de Sibérie est un écureuil forestier qui vit au sol et y creuse des galeries. C'est un bon grimpeur qui préfère les forêts de mélèzes en Asie et les pinèdes en Europe de l'Est. Il colonise aussi parfois les parcs et les jardins des villes d'Europe de l'Ouest.
Il ne dédaigne pas non plus les forêts mixtes avec sous-bois et les bosquets en bordure de champs. En France il préfère les feuillus comme les chênes, le châtaignier ou le charme qui lui fournissent sa nourriture, et en Belgique on le trouve principalement dans une hêtraie, la forêt de Soignes.
Durant l'été un trou dans un arbre peut faire office de nid mais à l'automne il est impératif pour le tamia de creuser un terrier profond afin d'y passer l'hiver.
Un terrier comporte deux entrées de 5 cm de diamètre et deux chambres : l'une sert de nid, l'autre de grenier pour entreposer les réserves de nourriture. Les terriers observés en Belgique sont creusés à 50 cm de profondeur pour une longueur de 2 m au maximum, mais ils peuvent aller jusqu'à 1,5 m de profondeur dans d'autres pays.
Le terrier sert de refuge, de lieu de mise-bas, de site d'hibernation et de garde-manger. Le nid est généralement constitué de feuilles sèches, coupées grossièrement, rarement de mousses et de graminées sèches.
Le territoire de chaque tamia varie de 700 à 4,000 m2. La densité observée en Belgique est de 4 individus à l'hectare mais elle diffère avec les saisons. En Île-de-France elle dépasse 10 individus à l'hectare en été. Au Japon on a observé que le territoire des mâles et des femelles est en partie commun.

### Aire de répartition et son évolution

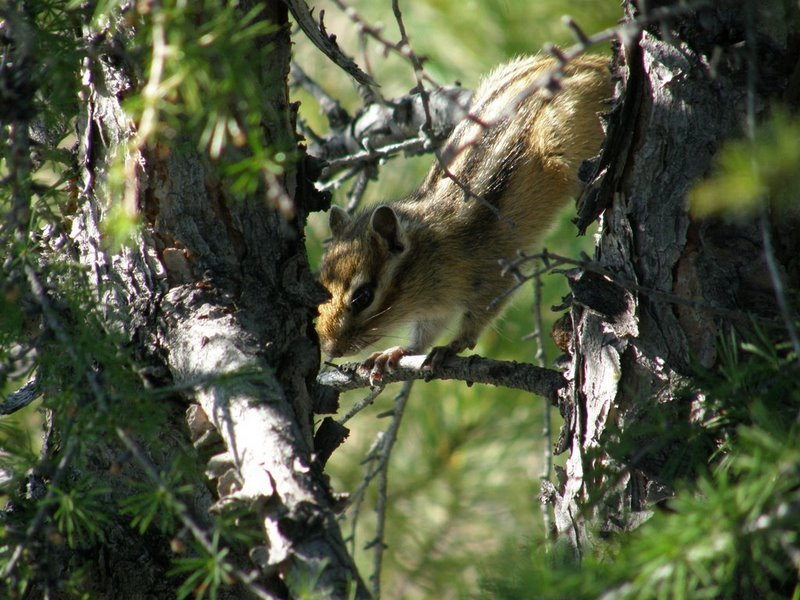
Ce tamia est un bon grimpeur qui préfère les forêts de mélèzes dans son habitat d'origine. Ici à Kolyma en Russie.

C'est la seule espèce du genre Tamias dont l'aire de répartition n'est pas en Amérique mais en Asie.
Habitat d'origine : Cette espèce est répandue traditionnellement du nord de l'Europe, c'est-à-dire mer Blanche, Carélie et cours inférieurs de la Volga, à l'est de l'Asie, Chine et Japon. Plus exactement 40° de latitude (du 70e au 30e degré de latitude nord) et 130° de longitude de la mer Blanche à la mer d'Okhotsk.
Soit en Chine, Japon, Kazakhstan, Corée, Mongolie et Russie (notamment en Sibérie).
Depuis le début des années 1940, on note une extension de l'aire vers le sud de la Finlande.
Enfin, plus à l'ouest, on rencontre des populations issues d'animaux de compagnie relâchés dans la nature après 1960, notamment dans les forêts autour de grandes villes d'Europe de l'Ouest comme Paris ou Bruxelles. Ils sont de la forme coréenne : Tamias sibiricus lineatus (Siebold, 1824), alors que les animaux d'Europe de l'Est sont de la forme asiatique : Tamias sibiricus asiaticus (Gmelin, 1788).
Pourtant l'espèce ne s'adapte pas partout. En effet, malgré une durée de vie et un taux de reproduction élevé, la multiplication du Tamia de Sibérie est gênée par la sédentarité des adultes, la faible capacité de dispersion des jeunes et leur maturité sexuelle tardive. Par exemple 400 animaux en provenance de Corée ont été accidentellement introduits en 1969 au Jardin des plantes de Paris (F. Petter, com. pers.) mais la population a décliné après quelques années pour disparaître en 1977.
Si en France, au début du XXIe siècle, les populations sont localisées dans les massifs forestiers où l’espèce a été introduite, naturellement ou avec l'aide de l'homme, elle a toutefois, selon les études de Jean-Louis Chapuis en 2005, le potentiel pour coloniser rapidement la plupart des forêts françaises de feuillus et de conifères,. Vingt ans plus tard, les populations de Tamia de Sibérie sont essentiellement concentrées dans les parcs et jardins d'Île-de-France ainsi que, dans une moindre mesure, en Picardie.

### Interaction écologique

#### Forte population
En cas de forte densité cet écureuil peut causer des dégâts aux plantations forestières mais ses réserves contribuent à la dissémination des semences et de mycorhizes .
Une population importante de ces tamias peut aussi avoir un impact non négligeable sur la reproduction de certaines espèces d'oiseaux exposées à la prédation des nids. Elle a été démontrée en Sibérie pour le Pouillot brun (Phylloscopus fuscatus).

#### Parasites
Dans leur habitat naturel, ils sont infestés par des parasites intestinaux (nématodes) et externes (poux, puces, tiques).
On sait peu de choses sur ces parasites. On a observé des infections intestinales par un nématode, Brevistriata bergerardi sur des individus coréens. En Île-de-France on a trouvé chez ce tamia ce même nématode plus d’autres espèces de la famille des Capillaridés et des Trichuridés, ainsi que des protozoaires intestinaux. Une autre étude des tamias d'Île-de-France a répertorié d'autres nématodes : Brevistriata skrjabini et Aonchotheca annulosa. Ce tamia est aussi un vecteur potentiel de Cryptosporidium parvum, un protozoaire unicellulaire parasite pathogène provoquant des maladies sévères.
Le Tamia de Sibérie héberge également, sur son aire d'origine, une espèce de pou Enderleinellus tamiasis et diverses espèces de puces. Enfin ce tamia porte des tiques. En France il s'agit de la tique Ixodes ricinus, présente notamment en forêt de Sénart.

#### Maladies
Des tamias importés de Chine et morts de maladie respiratoire aggravée se sont révélés porteurs de Pasteurella haemolytica.
Voir aussi les maladies en captivité.

##### Vecteur de maladies
Le parasitage important par les tiques en fait un vecteur potentiel de différentes viroses et bactérioses, dont Borrelia burgdorferi, ce qui contribue à répandre en Europe de l'Ouest la maladie de Lyme (Borréliose),.
Il est aussi un vecteur possible de la peste dans son habitat d'origine.
Voir aussi plus bas, les zoonoses.

#### Prédateurs
Sur son aire d'origine, ses prédateurs principaux sont les Mustélidés comme l'hermine (Mustela erminea), la belette (Mustela nivalis) ou la martre (Martes martes) ou bien le renard (Vulpes vulpes), et les rapaces diurnes, en particulier la buse variable (Buteo buteo) qui dévore jusqu'à 30 % de tamias pour son alimentation estivale à l'est de l'Europe.

## Le Tamia de Sibérie et l'homme
Les chasseurs traditionnels soviétiques chassaient le Tamia de Sibérie et attiraient les mâles en imitant le cri de la femelle en chaleur.

### Statut légal de l'espèce
Le Tamia de Sibérie n'est pas une espèce menacée dans son habitat d'origine. C'est au contraire une espèce qui a un potentiel pour devenir invasive.
Ceci est dû à la dispersion d'animaux de compagnie relâchés dans la nature par des propriétaires ne pouvant pas leur assurer un espace vital assez vaste pour leurs ébats, ou, plus exceptionnellement, des tamias échappés d’élevages. Ils forment ainsi des populations aux Pays-Bas, en Belgique, en Suisse, en Allemagne, en Italie et en France.
En France, en 2006, on a recensé, par exemple, 15 000 individus dans la forêt de Sénart. En 2005, un colloque francophone de mammalogie à Rambouillet a estimé que « S’il reste à surveiller, le Tamia de Sibérie (est) cantonné aux forêts périurbaines sans risque pour le moment de rompre un quelconque équilibre ».
En Suisse, la loi interdit depuis 1988 de relâcher des Tamias de Sibérie dans la nature.
En Europe, le Tamia de Sibérie est inscrit depuis 2016 dans la liste des espèces exotiques envahissantes préoccupantes pour l’Union européenne. Cela signifie qu'il est dorénavant interdit d'acquérir, de vendre, d'échanger et de faire se reproduire les individus de l'espèce Tamias sibiricus, de même que Sciurus carolinensis, Callosciurus erythraeus et Sciurus niger. Il est surtout interdit de les relâcher dans la nature afin de protéger les espèces autochtones. La loi française, par l'arrêté du 14 février 2018, accorde toutefois des dérogations pour conserver en captivité les animaux de compagnie jusqu'à leur mort naturelle, à condition qu’ils aient été détenus légalement à la date du 3 août 2016 et déclarés en préfecture avant le 1er mai 2018.
Avant 2016, en France, Tamias sibiricus n'était déjà pas mentionné dans la Liste des animaux domestiques selon la législation française, l'animal était donc juridiquement considéré par défaut comme un animal sauvage. Légalement, on ne pouvait donc ni en élever ni en vendre si on n'avait pas le certificat de capacité. De même, théoriquement, on ne pouvait déjà ni céder, ni vendre un écureuil de Corée, hormis à des personnes possédant ce certificat,. En Belgique, en revanche, cette espèce était inscrite sur la liste positive, publiée en 2002, des 42 espèces autorisées à la possession individuelle sur ce territoire.

### Zoonoses
Quelle que soit la région du monde, il est recommandé par les écologues et les médecins ne de pas participer au commerce (souvent illicite) de cette espèce et de ne pas introduire dans le milieu naturel des animaux non autochtones. En effet, l'introduction d'une espèce peut accroître les risques pour la santé humaine, par l'apport de nouveaux agents pathogènes ou l'amplification de ceux présents. Par exemple, les écureuils introduits comme le Tamia de Sibérie peuvent participer, via les tiques, à la prolifération de la borréliose de Lyme qui est une maladie affectant gravement l’humain. En effet le tamia de Sibérie héberge davantage de tiques que les autres rongeurs habituellement présents en Europe de l'ouest.

### Conservation en captivité

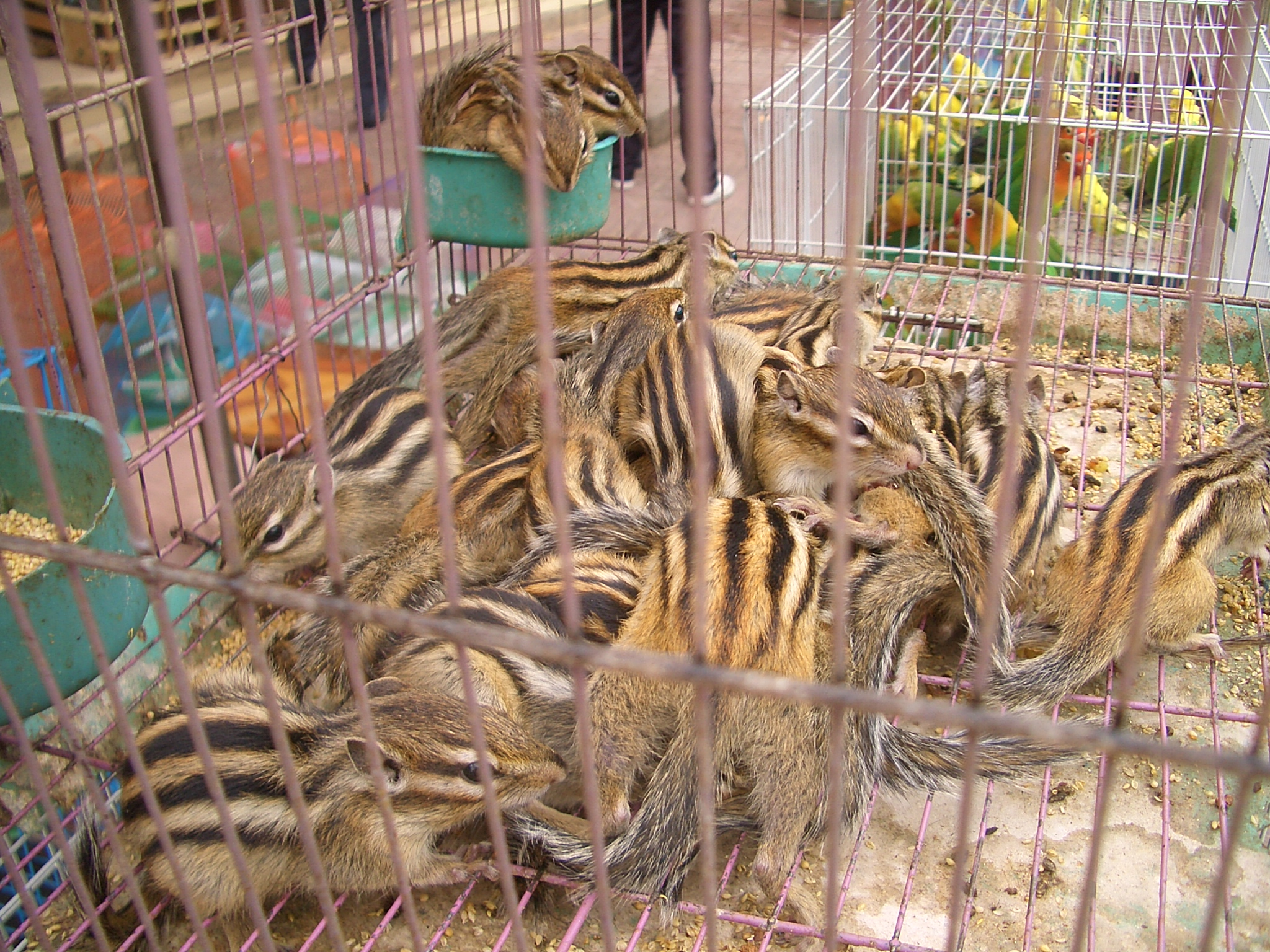
Tamias de Sibérie en cage sur un marché chinois

Le Règlement européen du 13 juillet 2016 interdit dorénavant d'acquérir, de vendre, d'échanger et de faire se reproduire les individus. Sous certaines conditions strictes, il est encore possible de conserver jusqu'à leur mort les animaux de compagnie déjà détenus en captivité.
Des Tamias de Sibérie provenant du Japon et de Corée furent importés en Grande-Bretagne dans les années 1960 comme animaux de compagnie et ont été reproduits ensuite en captivité par des éleveurs européens.
Le Tamia de Sibérie est rarement présenté dans les zoos. Il en existe un couple au zoo de Berlin, élevé en terrarium bien planté.

### Animal de compagnie

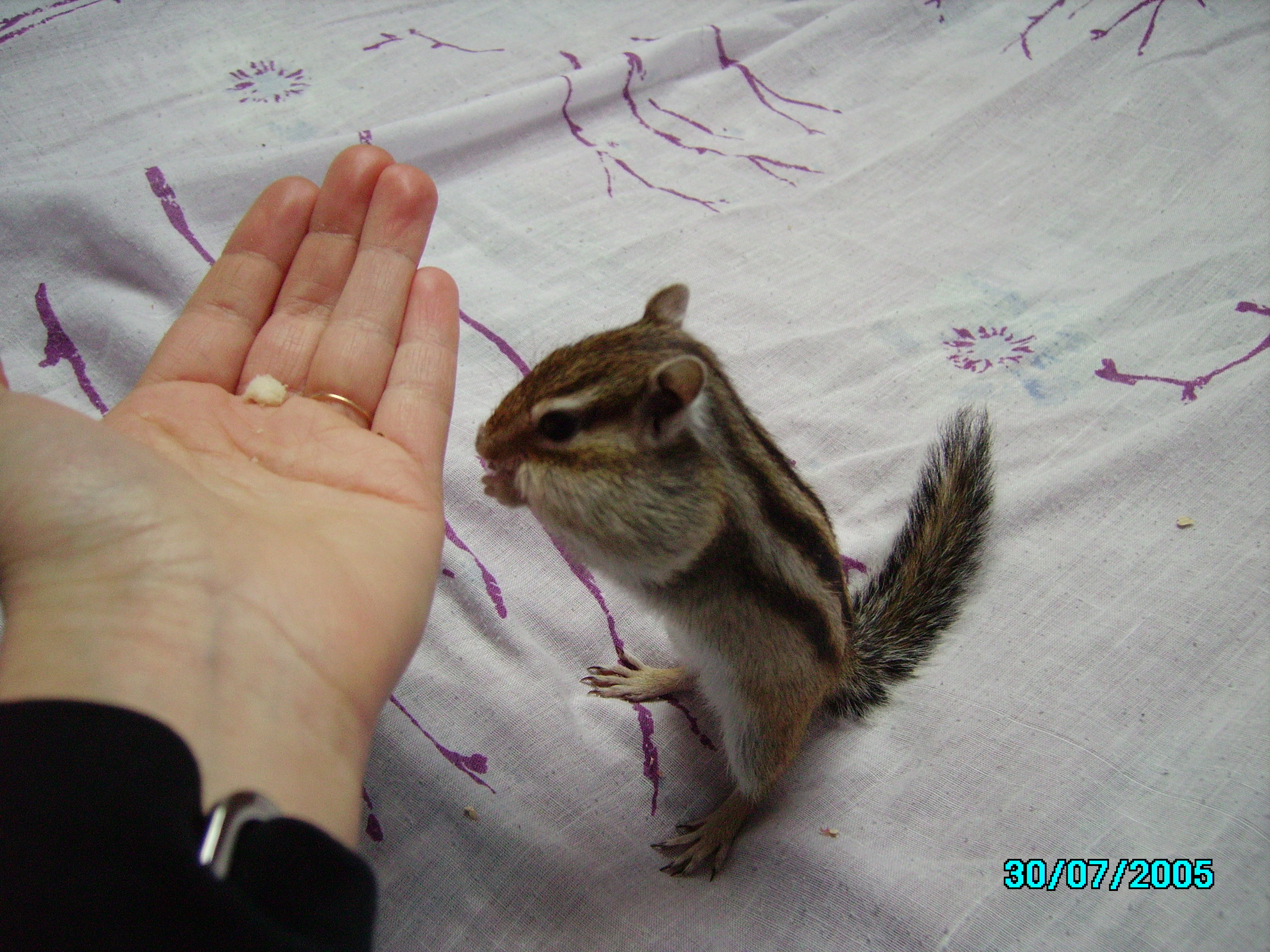
Le tamia de Sibérie est un animal très sociable mais qui nécessite beaucoup d'attention afin d'être mis en confiance.

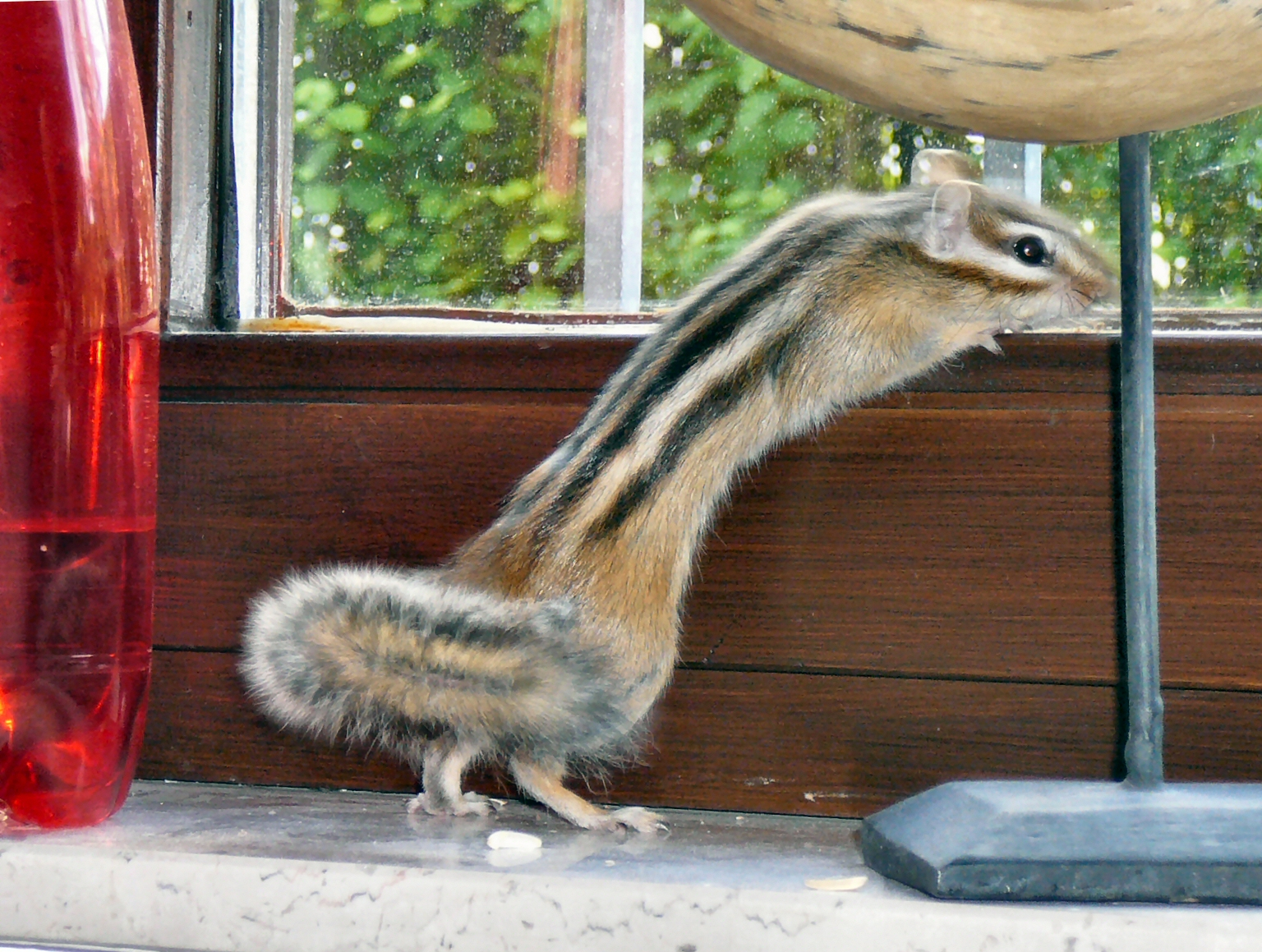
Le Tamia de Sibérie est un animal curieux et agile. Il se faufile partout et ne doit pas être laissé en liberté dans une pièce sans surveillance.

Les Tamias de Sibérie ne sont appréciés comme animaux de compagnie que par les amateurs avertis. En effet, la cause principale de l'abandon d'individus dans la nature est la lassitude des propriétaires, ne supportant sans doute plus l'activité intense, l'agressivité éventuelle ou les cris stridents de ces animaux.
Pour conserver un Tamia de Sibérie en captivité avec succès il faut respecter quelques principes de base: ne pas le confier aux enfants à cause des risques de morsures, être patient et motivé.
À moins de disposer d'une très grande volière, c'est plutôt un animal solitaire à qui l'on doit offrir une vaste cage, 100x50x100cm minimum, équipée aussi bien pour grimper que pour creuser. On doit maintenir une température d'une vingtaine de degrés, lui offrir des bains de sable à Chinchilla, respecter ses rythmes de sommeil, notamment du calme le soir, et lui permettre de sortir dans une pièce sécurisée pour faire de l'exercice ou, à défaut, placer une roue dans la cage,.
En plus des graines spéciales pour écureuils de Corée et des fruits, branchages et légumes, secs ou frais, appropriés, il faut leur assurer un apport de sels minéraux sous forme de pierre à lécher et de protéines, en ajoutant régulièrement des vers de farine, des œufs durs ou de la viande crue, à leur ration quotidienne.
Les autres conseils de santé et d'hygiène à respecter sont à peu près les mêmes que pour les autres rongeurs maintenus en captivité.
La reproduction des Tamias de Sibérie en captivité obéit très certainement aux mêmes mécanismes de régulation des populations que dans la nature. Elle est favorisée par une grande cage et un sevrage rapide des jeunes. Elle est en revanche moindre s'il y a d'autres rongeurs dans le voisinage et en période de long éclairement. Un sevrage à 6 semaines et demie au lieu de 8 permet à la femelle d'avoir une seconde portée dans l'année. Une plus grande cage permet d'obtenir des portées avec plus de petits à chaque fois. Un régime à base de graines, de fruit secs, de fruits et légumes frais est également un facteur favorable.
Les Tamias de Sibérie sont élevés avec succès en semi liberté dans des volières extérieures, comportant une partie abritée et un sol qu'ils peuvent creuser. Ils peuvent alors y vivre en colonie et supporter en hiver des températures basses,.

#### Maladies en captivité
Si les tamias sont élevés dans un espace vaste et propre, avec une nourriture équilibrée, ils ont peu de problèmes de santé. Ils peuvent vivre jusque l'âge de 10 ans.
Les affections rencontrées sont :
- Blessures[22]
- Scalp de la queue (fur slip)[46]
- Infection des abajoues[22]
- abcès : bagarres, ou abcès chronique aux gencives ou au nez à cause de l'accumulation de nourriture entre les incisives[16]
- Problèmes de peau : perte de plaques de poils pour cause de parasites (puces, gale démodectique, teigne, acarien, etc.[16]), mycoses[22], stress, lymphome malin cutané[46], etc.

Problèmes digestifs :
- Constipation[22] (manque de fibres[16])
- diarrhée (changement brutal de nourriture, salmonella ou maladie de Tyzzer[16])
- météorisme (ration trop riche en légumes ou en fruits)[16]
- Problèmes dentaires : dents trop longues, cassées[22] ou malocclusion dentaire[46].

Dans les cages standard ils sont très sensibles aux courants d'air et aux variations de température, occasionnant :
- rhinite[16]
- pneumonie[16]
- coup de chaleur[16].

Les troubles urinaires et génitaux ne sont pas rares :
- cystite[16]
- calcul[16]
- tumeur mammaire[16]
- métrite ou pyomètre[16]
- protrusion du pénis[16].

Parfois une hypocalcémie qui se manifeste par des troubles musculaires et nerveux durant la période d'allaitement, ou, pour une cause inconnue, chez les jeunes mâles.
Plus rarement :
- crise épileptiforme[16]
- cataracte, surtout chez le mâle[16].

Le tamia est aussi sujet aux allergies.

#### Évolution de l'espèce
Le Tamia de Sibérie est naturellement de couleur brun-roux strié de brun-noir. Une mutation colorée, dite « diluée », au pelage presque blanc strié de beige très pâle, est apparue en captivité à la suite de croisements consanguins. Ces individus ont des yeux rouges. Ce ne sont pas des albinos vrais car leur fourrure n'est pas parfaitement blanche et leurs yeux sont d'une teinte plus foncée.